# Harry Hart
Harry Hart (1848-1920), fue un matemático y geómetra británico, especializado en el diseño de mecanismos y en el estudio de sus bases teóricas.

## Biografía
Harry Hart nació en Greenwich, (Kent), hijo de Charles Hart, portero de un hotel.
Obtuvo su licenciatura en 1871 en la Universidad de Cambridge (en las pruebas de matemáticas obtuvo el grado de "cuarto wrangler") y se doctoró en 1874 en el Trinity College de Cambridge, llegando a ser miembro del Colegio ("fellow") en 1873.
Fue instructor de matemáticas en la Real Academia Militar de Woolwich, publicando un considerable número de artículos sobre geometría.
Falleció en 1920.

## Trabajos

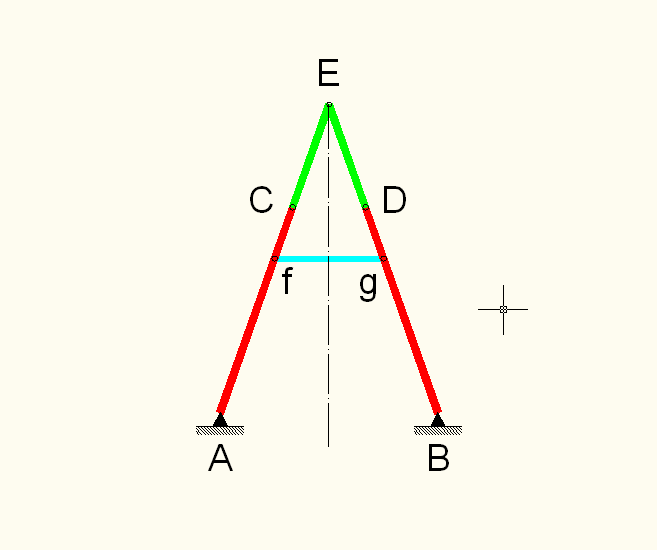
Geometría del Mecanismo de Hart (configuración en "A")

Harry Hart estuvo dedicado principalmente al estudio de cuestiones geométricas relacionadas con el diseño de dispositivos mecánicos capaces de dibujar determinados tipos de curvas, haciendo especial hincapié en los aspectos teóricos de su caracterización.
Entre sus logros, cabe citar:
- Diseño de un dispositivo plano ("2D") capaz de dibujar cónicas ("conicógrafo") con solo 5 barras (mínimo posible)
- Diseño de un dispositivo plano ("2D") capaz de dibujar curvas cuárticas con 7 barras, conjeturando que este número de barras era el menor posible.
- En 1835, ideó un dispositivo inversor de paralelogramo diagonal.
- En 1875, diseñó el mecanismo inversor en "A" que lleva su nombre.[3][4]

## Publicaciones
Dedicadas a la geometría de los mecanismos:
- Harry Hart. On certain conversions of motion. Messenger of Math. (New ser.) 4 (1875)
- Harry Hart. On the mechanical description of the Limacon (of Pascal) and the parallel motion deduced therefrom. Messenger of Math. (New ser.) 5 (1876)
- Harry Hart. On some cases of parallel motion, Proc. London Math. Soc. 8 (1877)